# Musée des Beaux-Arts de Lyon

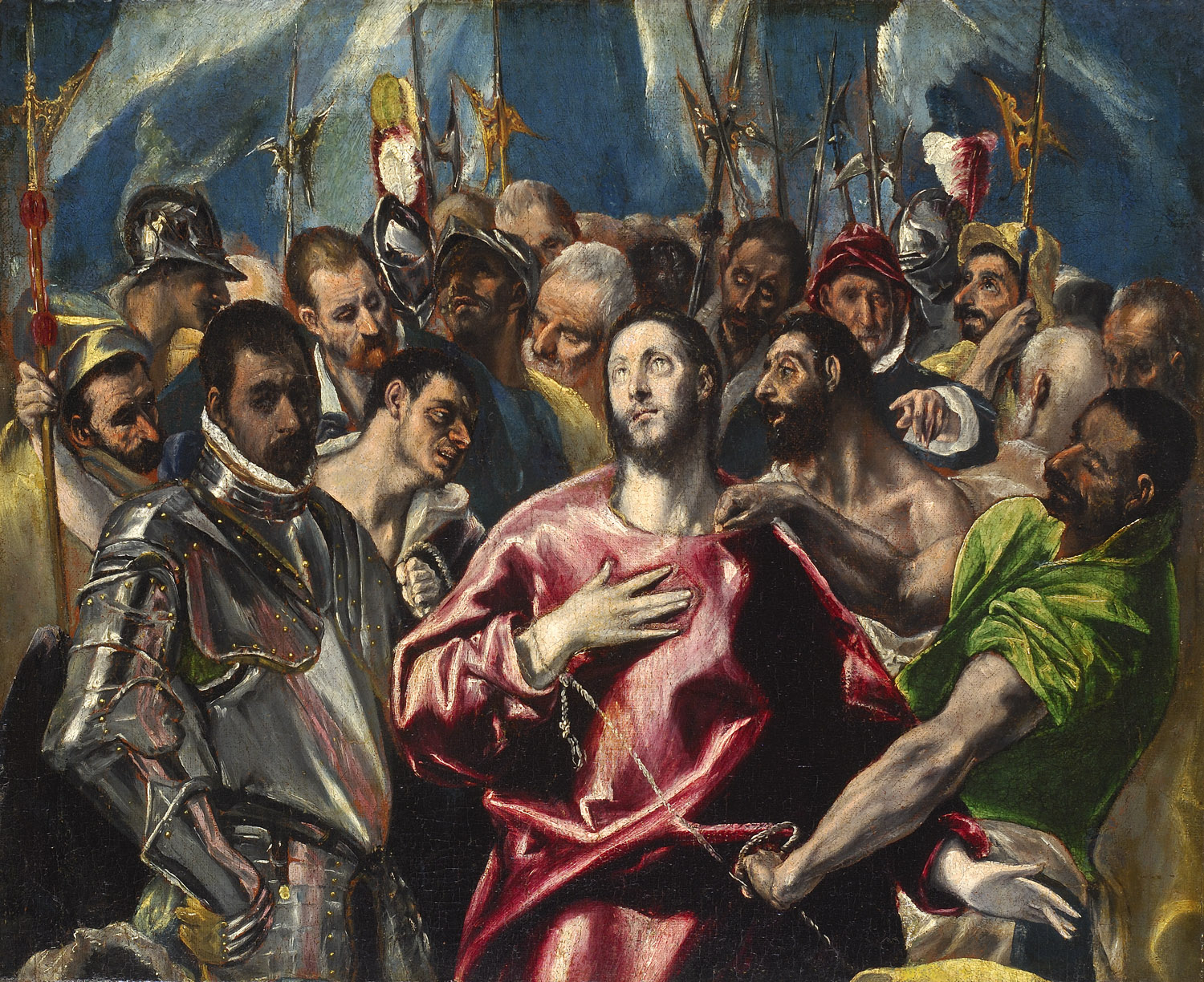
El Espolio (El Greco, ca. 1583)

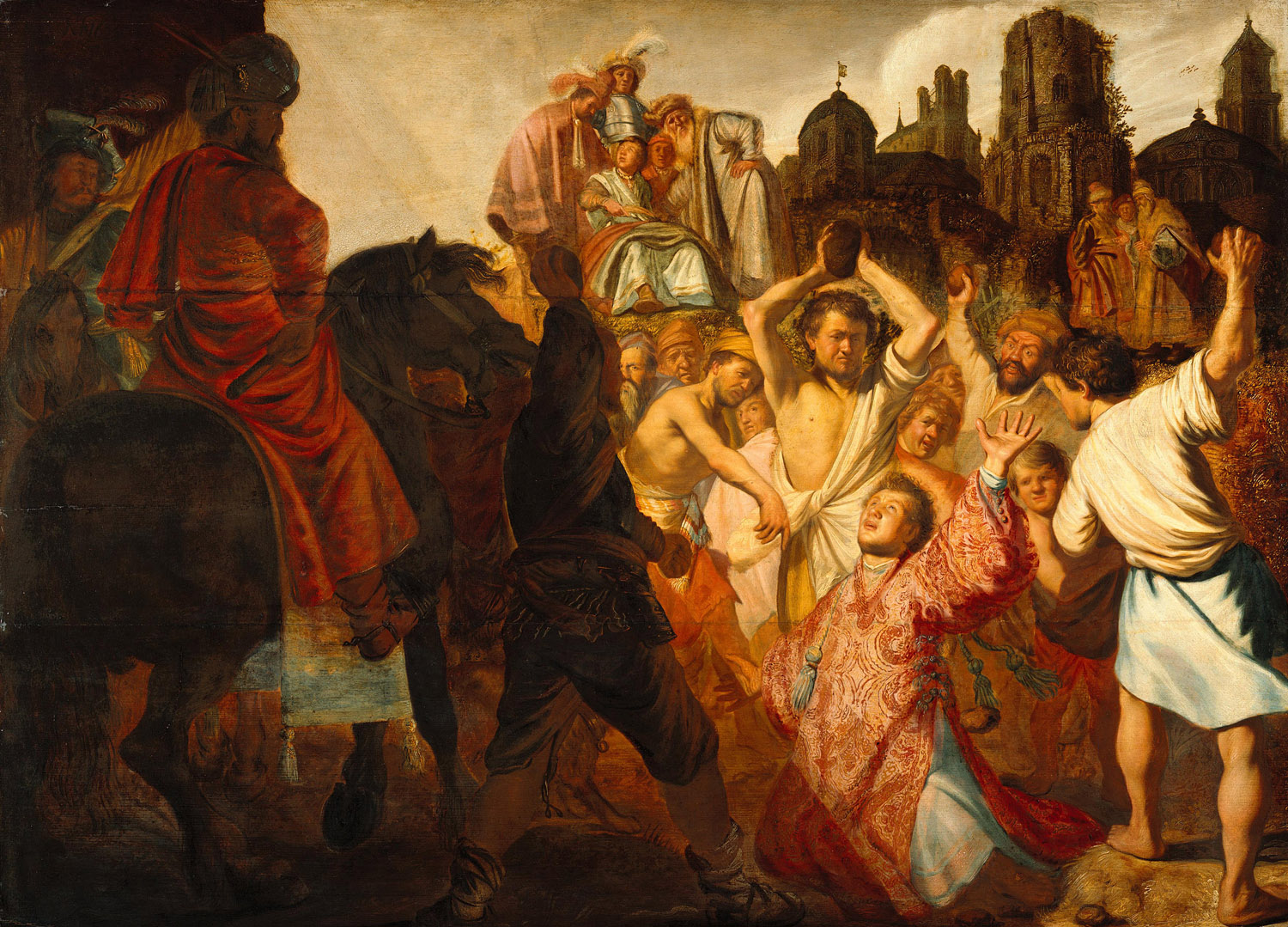
De steniging van de Heilige Stefanus uit 1625, het vroegst gedateerde werk van Rembrandt van Rijn

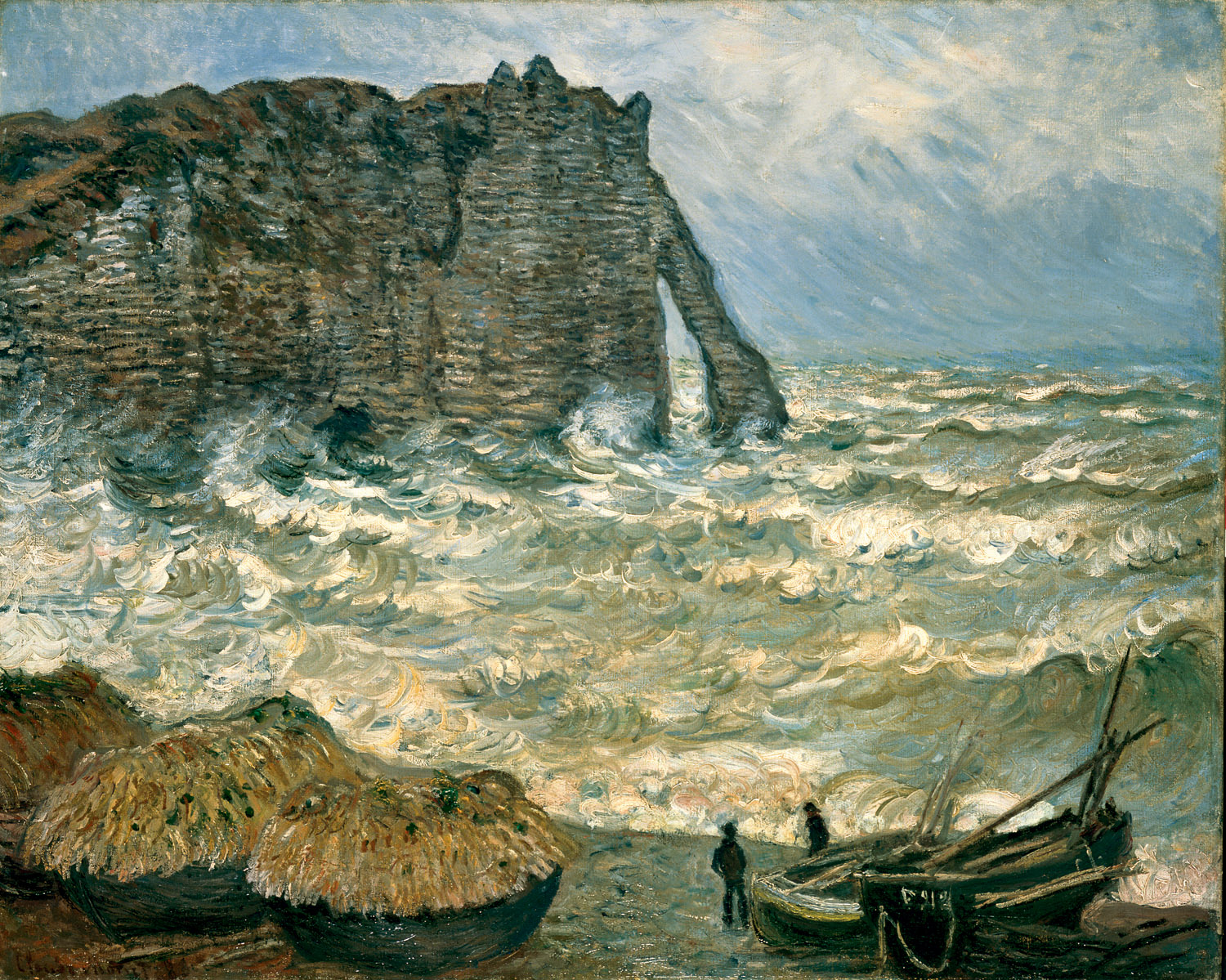
Woelige zee in Étretat (Monet, 1883)

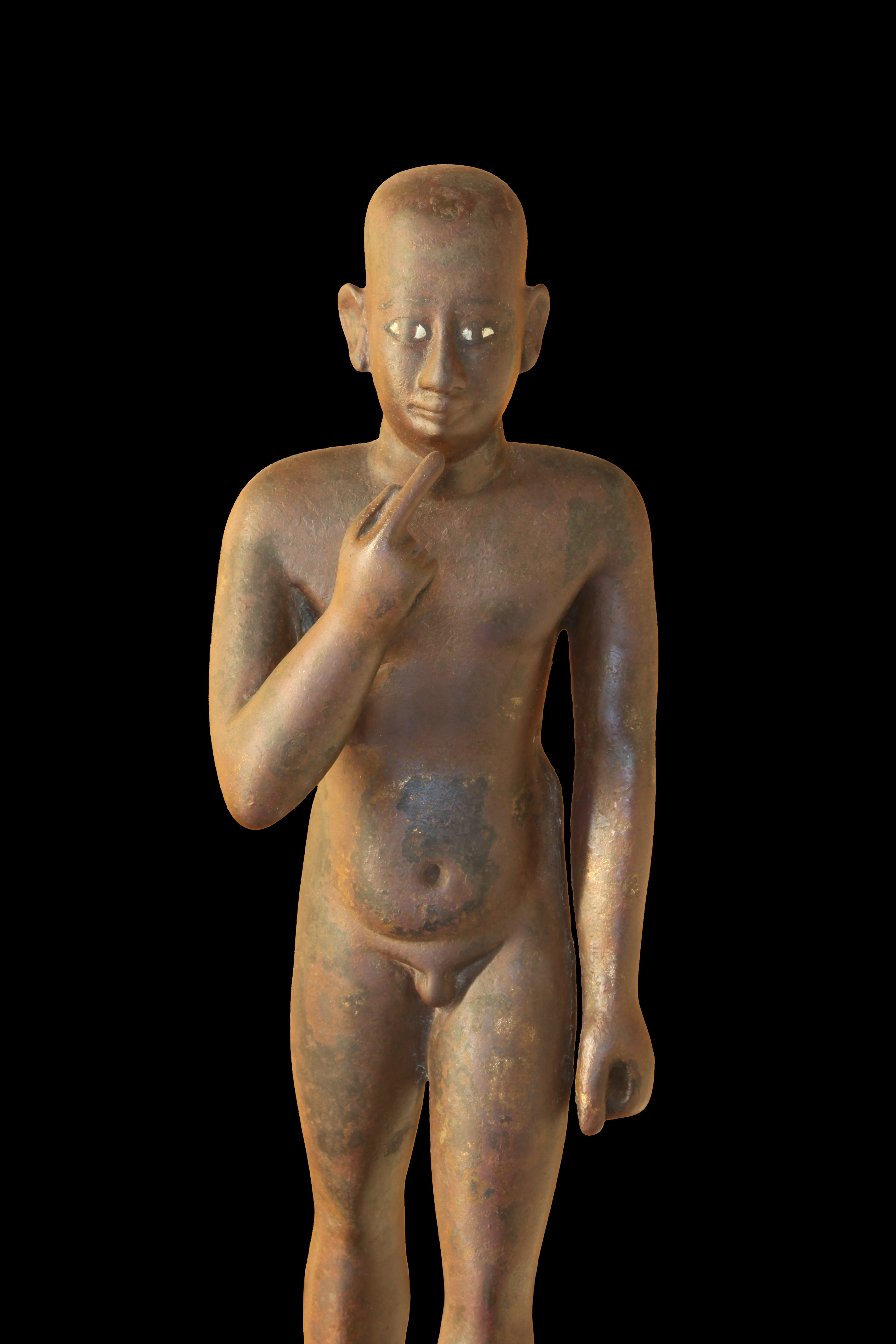
Horus als kind

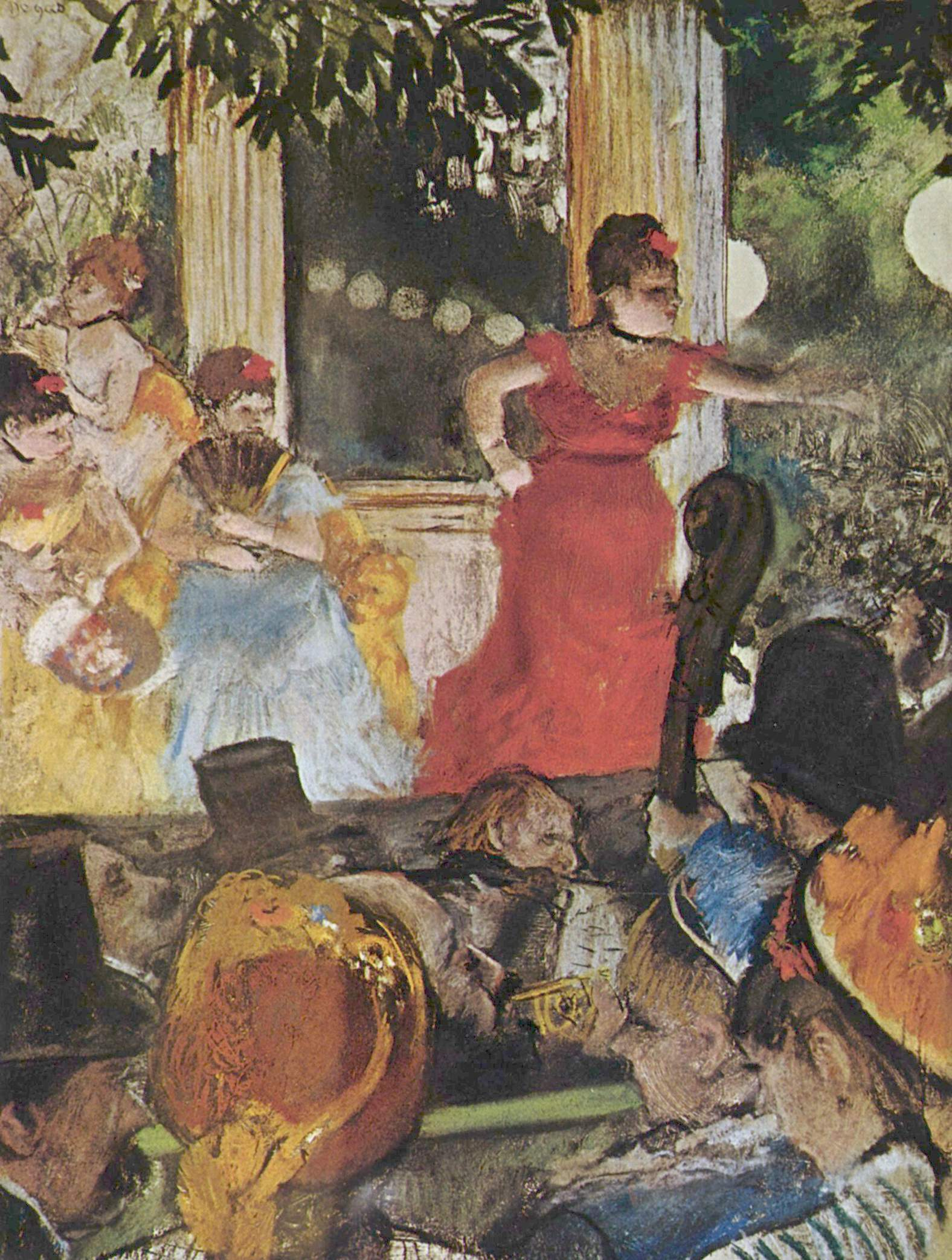
Café Concert aux Ambassadeurs, pastel van Edgar Degas, 1876-1877

Het Musée des Beaux-Arts in Lyon is het belangrijkste museum van de stad en een van de voornaamste in Frankrijk. Het kreeg in 2017 ruim 350.000 bezoekers over de vloer.

## Geschiedenis
Napoleon Bonaparte creëerde in 1801 door het besluit-Chaptal vijftien musea om de uitpuilende collectie van het Louvre geografisch te spreiden. Zoals de andere musea kreeg dat van Lyon een kavel toegewezen dat een compleet panorama van de kunstgeschiedenis bood. Dit resulteerde in collecties schilderkunst, beeldhouwkunst, tekeningen en prenten, oude kunst, kunstvoorwerpen, en medailles en munten. Daarna is de collectie uitgebreid door een ambitieus aankoopbeleid.

## Gebouw
Het museum is sinds 1803 ondergebracht in de voormalige Abbaye royale des Dames de Saint-Pierre, waaruit de aristocratische benedictijnernonnen in 1790 waren verjaagd. Het voornaamste abdijgebouw, het Palais Saint-Pierre, werd in 1860 betrokken door het museum na het vertrek van de beurs en de kamer van koophandel naar het Palais de la Bourse. De 17e-eeuwse gevel van architect François de Royers de La Valfenière op de Place des Terreaux is sindsdien het gezicht van het museum. Bepaalde zalen hebben nog steeds hun originele decoratie, zoals de barokke eetzaal of de kapel. Vanaf 1878 werd een nieuwe vleugel bijgebouwd aan het museum.

## Collectie

### Schilderkunst
De schilderijencollectie bestaat uit ongeveer 2000 werken, waarvan er een 700 zijn uitgestald in 35 zalen. Het parcours volgt een strikt chronologische logica zonder onderscheid tussen nationale scholen. Het biedt een volledig panorama van de westerse schilderkunst van de veertiende eeuw tot de jaren tachtig. De artistieke creatie na 1980 bevindt zich in het Musée d'Art Contemporain. 
Tot de hoogtepunten behoren: 
- De oude meesters, met werken van Perugino, Correggio, Veronese, Tintoretto, Guido Reni, Pietro da Cortona, Simon Vouet, Nicolas Poussin, Charles Le Brun, Philippe de Champaigne, François Boucher, Jean-Baptiste Greuze, Claude Joseph Vernet, Antonio de Pereda, Jusepe de Ribera, El Greco, Francisco de Zurbarán, Lucas Cranach de Oude, Gerard David, Joos van Cleve, Quinten Metsys, Jan Brueghel de Oude, Rembrandt, Rubens, Van Dyck, Jacob Jordaens, David Teniers de Jonge, Gerard ter Borch, Adriaen Brouwer, Frans Snyders, Jan van Goyen, Salomon van Ruysdael, Aelbrecht Bouts.
- De 19e-eeuwse, vooral Franse schilderkunst, met werken van Ingres, Géricault, Delacroix, Courbet, Corot, Daumier, Manet, Morisot, Monet, Sisley, Pissarro, Degas, Gauguin, Van Gogh, Cézanne en Renoir.
- De 20e-eeuwse Europese schilderkunst, met schilderijen van Matisse, André Derain, Maurice de Vlaminck, Braque, Picasso, Fernand Léger, Gino Severini, Joan Miró, Giorgio de Chirico, Max Ernst, Kees Van Dongen, Modigliani, Chagall, Francis Bacon, Jean Dubuffet.

### Beeldhouwkunst
De collectie, bestaande uit zo'n 1.300 sculpturen, is opgesteld in de tuin en de kapel van de voormalige abdij en op de eerste verdieping voor de oudste werken. Er is werk te zien van Mino da Fiesole, Verrocchio, Donatello, Michelangelo, Canova, Jean-Baptiste Carpeaux, Auguste Bartholdi, Antoine Bourdelle, Pierre Auguste Renoir, Ossip Zadkine, Amedeo Modigliani, Pablo Picasso, enz. De verzameling over Rodin behoort tot de grootste ter wereld. 

### Oude kunst
De afdeling Oudheid is vooral indrukwekkend voor Egypte. Het museum bezit 14.000 Egyptische objecten en toont daarvan een selectie in negen zalen. Tempelportieken van Ptolemaios III en Ptolemaios IV worden in hun geheel gepresenteerd. Eén zaal is gewijd aan het oude Oosten en vier andere aan Rome, Griekenland en de Etrusken. 

### Medailles en munten
De numismatische afdeling is na die van de Nationale Bibliotheek de tweede in Frankrijk. Ze bewaart ongeveer 50.000 objecten, voornamelijk munten, medailles en zegels.  

### Kunstvoorwerpen
De afdeling kunstvoorwerpen toont meesterwerken van de toegepaste kunst van de middeleeuwen tot de 20e eeuw.

### Grafische kunst
Het prentenkabinet heeft meer dan 8.000 werken, waaronder prenten, tekeningen en aquarellen. Ze bevat werk van Filippino Lippi, Albrecht Dürer, Parmigianino, Fra Bartolomeo, Nicolas Poussin, Claude Lorrain, Charles Le Brun, François Boucher, Ingres, Théodore Géricault, Eugène Delacroix, Camille Corot, Honoré Daumier, Odilon Redon, Puvis de Chavannes, Edgar Degas, Henri Matisse, Fernand Léger.